# Perry Marthin
Perry Marthin, född 18 september 1914 i Sparreholm, Södermanlands län, död 15 april 2000, var en svensk inredningsarkitekt och färgkonsult.
Marthin, som var son till disponent J.A. Marthin och Vicke Johansson, utexaminerades från Högre konstindustriella skolan 1936 och blev diplomerad färgkonsult hos International Association of Color Consultants i Salzburg 1959. Han var docent vid Institut für Farbenpsychologie i Salzburg 1959–1961 och gästdocent på Hochschule für Gestaltung i Ulm 1961. Han var journalist på Hem i Sverige, Svenska hem samt Snickeri och möbelkonst 1937–1939, blev inredningsarkitekt hos G.A. Berg i Stockholm 1939, affärschef hos Carl Malmsten 1942, reklamchef och planeringsman hos färgfabriken AB Allan Svensson i Malmö 1944 samt var innehavare av Perry Marthin Färgkonsult AB och PM Color System i Södertälje från 1953.
Marthin var färgkonsult vid Sveriges Maskinindustriförenings standardiseringskommitté, föreläsare vid Statens hantverksinstitut från 1954, gästföreläsare på Centre d'Eclairagisme i Paris 1963 och internationell president i International Association of Color Consultants 1960–1962. Han skrev handböcker, läroböcker och artiklar i fackämnen. Han tilldelades l'Ordre du Mérite pour la Recherche et l'Invention 1963.